# Keystone LB-5
Keystone LB-5 (ban đầu có tên Huff-Daland) là một loại máy bay ném bom sản xuất ở Hoa Kỳ.

## Biến thể
- XLB-5
- LB-5
- LB-5A

## Quốc gia sử dụng
Hoa Kỳ
- Quân đoàn Không quân Lục quân Hoa Kỳ

## Tính năng kỹ chiến thuật (LB-5)
Dữ liệu lấy từ Bảo tàng Quốc gia Không quân Hoa Kỳ
Đặc điểm tổng quát
- Kíp lái: 5
- Chiều dài: 44 ft 8 in (13.61 m)
- Sải cánh: 67 ft 0 in (20.42 m)
- Chiều cao: 16 ft 10 in (5.13 m)
- Diện tích cánh: 1,138 ft2 (105.8 m2)
- Trọng lượng rỗng: 7.024 lb (3.194 kg)
- Trọng lượng có tải: 12.155 lb (5.525 kg)
- Động cơ: 2 × Liberty L-12, 420 hp (310 kW) mỗi chiếc

Hiệu suất bay
- Vận tốc cực đại: 107 mph (171 km/h)
- Tầm bay: 435 dặm (696 km)
- Trần bay: 8.000 ft (2.500 m)
- Vận tốc lên cao: 250 ft/min (1,3 m/s)

Vũ khí trang bị
- 5 × súng máy Lewis.303 in (7,7 mm)
- 2.312 lb (1.051 kg) bom